# لهجه کابلی
کابلی یکی از لهجه‌های زبان فارسی است که کابلی‌ها بدان سخن می‌رانند. این لهجه با تفاوت‌های ناچیزی در ولایت‌های اطراف کابل نیز مرسوم است.

## تبدیل پیش‌نهادهٔ در به دَ
یکی از مهم‌ترین ویژگی‌های لهجهٔ کابلی استفاده از واژهٔ «دَ» (da) به‌جای «در» است. مثال:
فارسی معیار: آن مرد در نانوایی کار می‌کند.
لهجهٔ کابلی: آن مرد دَ نانوایی کار می‌کند.

## تلفظ آوای «ق»
در لهجهٔ کابلی و بسیاری لهجه‌های دیگرِ شرق افغانستان، مانند برخی گویش‌های فارسی، مانند گویش شوشتری، و برخلاف سایر لهجه‌های غربیِ زبان فارسی (گویش هراتی و گویش‌های فارسی در ایران) که «ق» را نیز همانند «غ» تلفظ می‌کنند، «ق» به گونه‌ای نزدیک به عربی تلفظ میشود

## ساختارفعلیِمتفاوت
در برخی موارد، لهجهٔ کابلی دارای ساختار فعلیِ متفاوتی با فارسی معیار است. مثال:
فارسی معیار: نمی‌توانم بروم.
لهجهٔ کابلی: رفته نمی‌توانم.
زمان‌های فعلیِ آیندهٔ مجهول نیز در لهجهٔ کابلی استفاده می‌شود که معمولاً در فارسی تهران صیغهٔ معادل ندارد و به کمک سایر کلمات تشریح می‌شود. مثال:
لهجهٔ کابلی: تا تو بیایی او رفته خواهد بود.
معادل در فارسی ایران: تا تو بیایی او رفته‌است.
صرف این زمان برعکس فارسی ایران با تغییر ضمیرهای چسبان بر فعل کمکی بودن است نه فعل کمکی خواهد.
رفته خواهد بودم - رفته خواهد بودی - رفته خواهد بود
رفته خواهد بودیم - رفته خواهد بودید - رفته خواهد بودند
در برخی موارد هم ساختارهایی استفاده می‌شود که اگرچه درست است اما در فارسی معیار از آن استفاده نمی‌شود.
فارسی معیار:به او نگاه می‌کردم.
فارسی معیار:به او می‌دیدم.
لهجه کابلی: طرف از او سیل میکدم
لهجه کابی: ُسن از او سیل میکدم

## واژه‌ها
کلمه‌های زیادی در لهجهٔ کابلی وجود دارد که معمولاً در فارسی معیار مرسوم نیست. مثال:
بوره = شکر
کته = به‌همراهِ

## راهنمای آوانویسی
در این نوشتار از نمادهای زیر برای آوانویسی استفاده شده‌است:
ā = تلفظ حرف آ در واژهٔ آبادان
a = تلفظ حرف ا در واژهٔ احمد
i = تلفظ حرف ا در واژهٔ ابراهیم
č = چ
ē = تلفظ حروف ای در واژهٔ ایران
ī = تلفظ حرف ی در لغت دیدن
š = ش
q = ق
ğ = غ
u = تلفظ حرف ا در واژهٔ امید
ū = تلفظ حرف و در واژهٔ کوچه
ō = تلفظ حرف و در لغت زور
x = خ
ž = ژ